# Szirádzsedín Síhí
Sirajeddine Chihi (arabul: سراج الدين الشيحي; Hammam-Lif, 1970. április 16. –) tunéziai labdarúgó-középpályás.